# Erucastrum rostratum
Erucastrum rostratum är en korsblommig växtart som först beskrevs av Isaac Bayley Balfour, och fick sitt nu gällande namn av Gomez-campo. Erucastrum rostratum ingår i släktet kålsenaper, och familjen korsblommiga växter. IUCN kategoriserar arten globalt som livskraftig. Inga underarter finns listade i Catalogue of Life.